# Danny Makkelie
Danny Desmond Makkelie (Willemstad, 28 de janeiro de 1983) é um árbitro de futebol profissional holandês que arbitrou a final do Campeonato Europeu de Futebol Sub-19 de 2012 da UEFA entre Espanha e Grécia em Tallin (1-0) e a Final da Liga Europa da UEFA de 2019-20 entre Sevilla FC e Inter FC em Colónia (3-2). 
Além de árbitro de futebol profissional, Danny é inspetor da polícia de Roterdão e instrutor de jovens árbitros para a Real Associação Neerlandesa de Futebol (KNVB). Desde 2008 que compartilha as suas experiências em liderança, comunicação, trabalho sob pressão, espírito de equipa, fair-play e empreendedorismo como orador.
Danny entrou na lista de árbitros FIFA em 2011 e tornou-se árbitro da categoria Elite da UEFA em 2017

## Carreira
Danny Makkelie começou a apitar com 10 anos de idade. Aos 16 anos, começou a sua carreira como árbitro da KNVB apitando jogos de escalões amadores. 
No dia 16 de dezembro de 2005, aos 22 anos, estreou-se como árbitro principal de futebol profissional, no jogo entre Fortuna Sittard e Stormvogels Telstar da Eerste Divisie (0-0). 
No dia 19 de setembro de 2009, com 26 anos, fez a sua estreia como árbitro principal na Eredivisie no jogo entre Heracles Almelo e Sparta Rotterdam (1-1). Era, à época, o árbitro mais jovem a arbitrar um jogo ao mais alto nível, na Holanda.
Em setembro de 2010 foi um dos árbitros nomeados pela KNVB a ocupar os quadros UEFA para ser candidato a árbitro FIFA. Em 1 de janeiro de 2011 foi admitido, depois de passar com sucesso as provas escritas e físicas e juntava-se assim aos holandeses Bjorn Kuipers, Bas Nijhuis, Pol Van Boekel e Richard Liesveld. Makkelie era o mais novo deste grupo. 
No dia 21 de julho de 2011, fez sua estreia como árbitro principal na UEFA num jogo da pré-eliminatória da Liga Europa da UEFA no jogo entre Red Bull Salzburg e FK Liepājas Metalurgs (0-0). No dia 24 de julho de 2012 fez a sua estreia na pré-eliminatória da UEFA Champions League no jogo entre FK Zeljeznicar Sarajevo e NK Maribor (1-2).
No dia 3 de agosto de 2014, Makkelie arbitrou a sua primeira final da Johan Cruijff Schaal entre o PEC Zwolle e AFC Ajax (1-0). No mesmo mês, dia 10 de agosto de 2014, no decorrer do jogo entre o ADO Den Haag e Feyenoord (0-1) deu doze cartões amarelos e um duplo cartão amarelo, o seu recorde de cartões dados na liga Eredivisie. O seu recorde de cartões vermelhos dados num só jogo foi na Copa KNVB, num jogo entre o Heracles Almelo e Vitesse Arnhem (4-1) no dia 23 de setembro de 2015, quando exibiu 7 cartões amarelos e 3 vermelhos - todas as 3 expulsões a jogadores do Vitesse.
No dia 21 de outubro de 2014 fez sua estreia na fase de grupos da Liga dos Campeões da UEFA no jogo entre Chelsea FC e NK Maribor (6-0), tornando-se, à época, o árbitro holandês mais jovem a apitar um jogo da Liga dos Campeões.
Em 2017, Makkelie, com 34 anos, foi promovido à categoria Elite da UEFA, tornando-se, à época, o árbitro mais jovem a fazê-lo.
Jogos da sua lista de honra: Final do Campeonato Europeu de Futebol Sub-19 de 2012 da UEFA (Árbitro), Final da Copa do Mundo de Clubes de 2016 da FIFA (VAR), Final da Copa do Mundo FIFA de 2018 (VAR), Final da Liga Europa da UEFA de 2019-20 (Árbitro), Final da Liga dos Campeões da UEFA de 2019-20 (VAR), EURO 2020 (Árbitro), Copa do Mundo 2022 (Árbitro), EURO 2024 (Árbitro), Copa do Mundo de Clubes 2025 (Árbitro).